# ハーバード大学出版局
ハーバード大学出版局 (Harvard University Press, 略称HUP) は、ハーバード大学の出版局。アメリカ合衆国マサチューセッツ州ケンブリッジのハーバード・スクエアそば、およびイギリスロンドンにオフィスがある。アメリカ大学出版局協会を構成する。主に学術書を出版している。
設立は1913年1月13日だが、ハーバード大学での出版自体は1643年から行われている。
主な叢書にローブ・クラシカルライブラリー、The I Tatti Renaissance Library、Dumbarton Oaks Medieval Library、Murty Classical Library of India がある。インプリントにBelknap Pressがあり、そこから John Harvard Library を刊行している。
ハーバード・ビジネス・スクール・パブリッシング (Harvard business publishing) や Harvard Common Press とは別組織である。
日本語に翻訳された主な出版物として、ソール・クリプキ『名指しと必然性』、エズラ・ヴォーゲル『ジャパン・アズ・ナンバーワン』、ネグリ&ハート『帝国』、トマ・ピケティ『21世紀の資本』英語版などがある。
ブログでの情報発信も行っている。